# Peter Joseph von Eichhoff
Peter Joseph Eichhoff, Ritter von 1834, Freiherr 1836 (* 16. April 1790 in Boppard am Rhein; † 1. Jänner 1866 in Wien), war ein österreichischer Hofkammerpräsident und Gutsbesitzer.

## Leben
Sein Vater Johann Joseph Eichhoff  (1762–1827) war Kaufmann und Bürgermeister in Bonn, seine Mutter die Hofsängerin Eva Grau (1755–1822). Nach Seereisen nach Nordamerika und Westindien nutzte Peter Joseph Eichhoff als Offizier in der französischen Marine den Umstand, dass kein französisches Schiff den Hafen verlassen durfte, dazu, seine juristischen Studien zu vollenden. Eichhoff war wohl auf Empfehlung seines Vaters, der 1814 als Sachverständiger für die Rheinschifffahrt zum Wiener Kongress hinzugezogen worden war, seit 1815 Mitglied der niederländischen Rheinschiffahrtskommission. Seit 1818 in österreichischem Dienst, erwarb er sich Verdienste um die Regulierung der Elbeschiffahrt. 1825 Gubernialrat und Referent des Kommerz- und Gewerbewesens in Böhmen, wurde er 1829 als Hofrat an die Allgemeine Hofkammer in Wien berufen. Er war von 1835 bis 1840 Präsident der Allgemeinen Hofkammer und als solcher Finanzminister des Kaisertums Österreich. Als Verbündeter Kolowrat-Liebsteinskys galt er als einer der schärfsten und gefährlichsten innenpolitischen Widersacher des Staatskanzlers Metternich und musste im Zuge einer Finanzkrise im November 1840 zurücktreten. Er lebte in der Folge meist auf seinen bei Olmütz erworbenen Gütern.
Er heiratete in Mainz 1818 Josepha Lauteren (1792–1835), Tochter des Weingroßhändlers Christian Lauteren und der Elisabeth Reinhart.